# Nezumia bairdii
Nezumia bairdii és una espècie de peix de la família dels macrúrids i de l'ordre dels gadiformes.

## Morfologia
- Els mascles poden assolir 40 cm de llargària total.[6][7]

## Alimentació
Menja amfípodes, poliquets, eufausiacis i copèpodes.
És depredat per l'emperador (Xiphias gladius).

## Hàbitat
És un peix d'aigües subtropicals profundes que viu entre 16-1000 m de fondària (tot i que, normalment, ho fa entre 90-700 i, també, ha estat trobat a 2.295).

## Distribució geogràfica
Es troba des de Terranova (Canadà) fins a Florida (Estats Units).

## Longevitat
Viu fins als 11 anys.